# Ridley Scott
Sir Ridley Leighton Scott, Kt (South Shields, 30 de novembro de 1937) é um renomado diretor e produtor de cinema britânico, notório por realizar grandes produções de ficção científica, suspense e épico mesclando ocasionalmente os três gêneros em uma mesma obra. Ao longo de uma extensa e aclamada carreira cinematográfica, Scott dirigiu alguns dos filmes mais bem-sucedidos de sua geração, como o suspense Alien (1979), o distópico Blade Runner (1982), o filme de aventura Thelma and Louise (1991) e os épicos Gladiator (2000), Black Hawk Down (2001) e Kingdom of Heaven (2005). É irmão do também cineasta Tony Scott.
Tendo iniciado sua carreira no mercado de anúncios televisivos, onde aprimorou suas habilidades criativas ao realizar curta-metragens para comerciais de televisão, o trabalho de Scott é conhecido por seu estilo visual impactante, altamente concentrado e atmosférico. A maioria de seus filmes se desenrolam em períodos de tempo fixos que o permitem intensamente e detalhadamente o respectivo cenário social, como a sociedade romana em Gladiator, o período das Cruzadas em Kingdom of Heaven e a Inglaterra medieval em Robin Hood. Alguns de seus filmes também se destacaram pela inserção de personagens femininos de destaque na trama.
Scott foi indicado por três vezes ao Óscar de Melhor Diretor pela realização de Thelma & Louise, Gladiator e Black Hawk Down, respectivamente. Gladiator venceu o Óscar de Melhor Filme, categoria a qual seria indicado o ficção científica The Martian (2015). Em 1995, Scott recebeu um BAFTA honorário por "sua contribuição ao cinema britânico". Em 2003, o diretor foi condecorado cavaleiro pela Rainha Isabel II por seus destacados serviços à cultura inglesa.

## Biografia
Scott nasceu em 30 de novembro de 1937 em South Shields, no condado inglês de Durham; sendo filho de Elizabeth Williams e Francis Percy Scott. Seu tio-avô Dixon Scott foi um pioneiro da cadeia de cinemas locais e possuía diversas salas de cinema nos arredores de Tyneside. Um de seus cinemas, o Tyneside Cinema, ainda está em funcionamento em Newcastle e é um dos cinejornais remanescentes no país. Nascido pouco antes da Segunda Guerra Mundial, Scott cresceu em família militar. Seu pai era oficial na Royal Engineers e esteve ausente por serviço durante a maior parte de sua infância. Seu irmão mais velho, Frank, ingressou na Marinha mercante britânica e acabou afastando-se do convívio familiar. Neste período, a família mudou-se diversas vezes; viveram em Cumberland, País de Gales e até na Alemanha. Seu irmão mais novo, Tony, também ingressou na carreira cinematográfica. Após a guerra, a família retornou a Durham e estabeleceu-se em Hartburn, uma área intensamente industrial que mais tarde seria citada por Scott como sua inspiração para os cenários de Blade Runner. Seu interesse por ficção científica teve início com suas leituras dos romances de H. G. Wells. Também foi influenciado por filmes de ficção científica como It! The Terror from Beyond Space, The Day the Earth Stood Still e Them! Scott afirmou anos mais tarde que tais filmes "o levaram a fazer um pouco do mesmo", mas cita como sua grande inspiração o clássico 2001: A Space Odyssey. "Assim que eu vi aquilo, soube que poderia fazer igual", disse Scott sobre o filme de Stanley Kubrick. 
Na juventude, Scott ingressou no Royal College of Art de Londres, onde colaborou com a revista universitária ARK e ajudou a fundar o departamento de cinema da instituição. Nos anos finais, Scott realizou um curta-metragem em preto e branco intitulado Boy and Bicyle estrelando seu pai e seu irmão Tony. Em fevereiro de 1963, Scott figurou como "Designer" nos créditos finais do programa televisivo Tonight. Após sua graduação no mesmo ano, conseguiu uma vaga como estagiário de cenários na BBC, culminando em seu trabalho na popular série televisiva Z-Cars e na série de ficção centífica Out of the Unknown. Scott também seria um dos produtores de The Daleks, participando da parte criativa dos monstros da série. Contudo, um conflito de agendas levou a sua substituição por Raymond Cusick. Em 1968, Scott fundou a Ridley Scott Associates (RSA), sua primeira companha produtora ao lado do irmão Tony. Colaborando com Alan Parker, Hugh Hudson e Hugh Johnson, Scott realizou diversos comerciais de televisão ao longo da década de 1970, incluindo comerciais. 

## Carreira

### Anos 70:The DuellistseAlien
The Duellists, lançado em 1977, marcou o primeiro grande filme de Scott como diretor. Rodado na Europa das Guerras Napoleônicas, o filme foi indicado ao prêmio principal do Festival de Cannes e recebeu um prêmio de Melhor Estreia. The Duellists teve um limitado impacto comercial, no entanto. O filme narra os oficiais hussardos D'Hubert e Feraud (Keith Carradine e Harvey Keitel, respectivamente) cuja discordância sobre um pequeno incidente se torna uma forte disputa por mais de quinze anos. O filme foi aclamado por sua fidelidade histórica aos cenários e figurino da época retratada. Em 2013, o filme foi relançado em Blu-ray e recebeu uma nota dissertativa sobre sua realização.
Nos anos seguintes, Scott havia planejado adaptar uma versão de Tristão e Isolda, mas mudou de ideia e se convenceu do potencial dos efeitos visuais em grandes produções de cinema após assistir Star Wars (1977). Dois anos mais tarde, Scott aceitou assumir a direção da ação de ficção científica Alien, produção considerada um divisor de águas em sua carreira e nos filmes do gênero que envolvem monstros e criaturas originais. Scott decidiu também inverter a trama e transformar a personagem Ellen Ripley em heroína única do filme. Ripley, interpretada por Sigourney Weaver), figurou nos quatro primeiros filmes da subsequente franquia Alien e tornou-se um ícone da cultura popular. A cena final do personagem de John Hurt foi referenciada diversas vezes, sendo um dos momentos mais memoráveis da história do cinema internacional. Com a maior parte das cenas rodadas nos Shepperton Studios, em Londres, Alien foi uma das seis maiores bilheterias de 1979, arrecadando 104 milhões de dólares em todo o mundo. Décadas mais tarde, Scott liderou o processo de restauração digital do filme e declarou estar planejando a realização de um eventual quinto título da franquia. Contudo, durante uma entrevista em 2006, o diretor afirmou sua decepção com a edição especial de Alien, afirmando que o filme original sem edições ou cortes era "muito mais perfeito" e que tais adições seriam "apenas uma peça de marketing". Entretanto, Scott retomaria o enredo na realização de Alien: Covenant e Promotheus na década de 2010.

### Anos 80: O sucesso deBlade Runner
Após um ano trabalhando na adaptação cinematográfica de Dune e após a morte precoce de seu irmão Frank, Scott fechou contrato para dirigir a versão do romance de ficção científica Do Androids Dream of Electric Sheep?, de Philip K. Dick. O projeto rebatizado como Blade Runner e estrelado por Harrison Ford (que encontrava-se no auge de seu reconhecimento internacional após sua performance bem-sucedida nos dois primeiros filmes da franquia Star Wars) foi uma decepção comercial na época de seu lançamento, porém nos anos recentes têm sido considerado uma das maiores realizações do cinema do gênero e da carreira de Scott. Em 1991, comentários de Scott foram utilizados pela Warner Bros. para criar uma versão especial com cortes do diretor que removeu as vozes dos personagens originais e inseriu uma série de outras mudanças, incluindo no desfecho da trama. Posteriormente, Scott liderou pessoalmente uma restauração digital do filme e lançou-o como Blade Runner: The Final Cut em Los Angeles, Nova Iorque e Toronto em 5 de outubro de 2007.
Atualmente, Blade Runner é citado pela crítica como um dos mais importantes e influentes filmes de ficção científica já produzidos, devido especialmente aos cenários que retratam uma cidade futurística. O filme é alavancado ao lado do romance Neuromancer, de William Gibson, como um dos iniciadores do gênero cyberpunk. Stephen Minger, biólogo celular do King's College, afirma que o filme "estava muito a frente de seu tempo e de toda a premissa da história - o que é ser humano e o que somos, de onde viemos? São perguntas longínquas." Scott descreve o filme como seu "mais completo e pessoal trabalho".
Em 1984, Scott dirigiu um ambicioso comercial televisivo intitulado 1984 que anunciava o lançamento do Apple Macintosh. Scott filmou o comercial na Inglaterra com orçamento de cerca de 370 mil dólares. O filme foi lançado em 22 de janeiro de 1984 durante a Super Bowl XVIII e depois foi exibido em salas de cinema. Alguns consideram o lançamento e realização deste comercial como um dos eventos mais marcantes do cinema internacional na década de 1980, sendo muitas vezes referido como "uma obra-prima". Se passando no futuro distópico de 1984, de George Orwell, o comercial de Scott usava sua heroína (interpretada por Anya Major) como a personificação do computador salvando a humanidade da "conformidade", numa estratégica alusão à rival IBM.
Em 1985, Scott dirigiu Legend, um filme de fantasia produzido por Arnon Milchan. O cineasta partiu de uma narrativa de "era uma vez" que se passa em um mundo principesco com criaturas fantásticas como unicórnios e duendes, filmado quase que inteiramente em tomas internas. Scott convidou o ator Tom Cruise para estrelar o filme ao lado de Mia Sara e Tim Curry, este último sendo o antagonista. Scott construiu um cenário de floresta nos Pinewood Studios com árvores de 60 pés de altura que acabou destruído por um incêndio na fase final das filmagens. Rob Bottin foi responsável pelos efeitos visuais indicados ao Oscar de melhores efeitos visuais, mais notadamente a pele avermelhada do personagem de Curry. Apesar de ter sido uma grande decepção comercial, o filme tornou-se um clássico do cinema cult.
Em 1987, Scott lançou o suspense romântico Someone to Watch Over Me estrelado por Tom Berenger e Mimi Rogers. Dois anos mais tarde, conduziu a realização do drama policial Black Rain, estrelado por Michael Douglas e Andy García. Ambos os filmes alcançaram bons resultados de bilheteria e críticas mistas da imprensa especializada. Black Rain, inclusive, foi a primeira de seis colaborações de Scott com o aclamado compositor Hans Zimmer.

### Anos 90
O filme de aventura familiar Thelma & Louise (1991), estrelando Geena Davis como Thelma, Susan Sarandon como Louise e o então estreante Brad Pitt em seu primeiro papel de destaque no cinema, é considerado um dos filmes mais aclamados criticamente já dirigidos por Scott. O filme é creditado como responsável por reviver a reputação do diretor além de ter acarretado em sua primeira indicação ao Oscar de melhor diretor. Logo no ano seguinte, no entanto, o diretor investiu no drama histórico 1492: Conquest of Paradise. Apesar de contar com grandes atores no elenco - como Sigourney Weaver em sua segunda colaboração com Scott e Gérard Depardieu no papel principal - o filme que narra as expedições de Cristóvão Colombo foi uma decepção comercial. Nos quatro anos seguintes, Scott não se envolveu em nenhum outro projeto.
Em 1995, Scott fundou a companhia de produção Scott Free Productions ao lado de seu irmão Tony. Todos os projetos seguintes de sua carreira, começando com White Squall e G.I. Jane, foram produzidos pela companhia. No mesmo ano, os irmãos Scott adquiriram parte dos direitos do estúdio britânico Shepperton Studios que, em 2001, fundiu-se com o renomado Pinewood Studios.

### Anos 2000: Consolidação no cinema épico
A década de 2000 foi marcada pelo renascimento de Scott como um dos maiores cineastas de sua geração e, especialmente, por sua guinada ao cinema épico. Vários de seus filmes deste período são notórios por inserir o teor de produções épicas ao gênero do respectivo enredo. 
O drama épico Gladiator (2000) tornou-se um dos mais bem-sucedidos filmes do período, sendo indicado a 12 categorias dos Prêmios da Academia e vencedor nas categorias Melhor Filme, Melhor Ator, Melhores Efeitos Visuais e Melhor Figurino. Scott trabalhou em parceria com a empresa britânica The Mill para a criação do cenário em realidade virtual avançada, incluindo cenas de batalhas dentro do Coliseu e vistas completas da Roma antiga. O filme foi dedicado ao veterano ator Oliver Reed, que veio a falecer durante as filmagens e teve sua expressão facial recriada digitalmente para conclusão de suas cenas. Gladiator conta com Russell Crowe no papel de um deserdado general romano que adentra o universo dos gladiadores romanos em busca de vingança pela morte de sua família. Grande parte da crítica de cinema credita o filme pelo renascimento do gênero peplum.
No ano seguinte, Scott dirigiu o suspense Hannibal, estrelado por Anthony Hopkins no papel-título. O filme foi comercialmente bem-sucedido apesar das críticas mistas. No mesmo ano, dirigiu o drama de guerra Black Hawl Down, incluindo Tom Hardy em seu primeiro grande papel no cinema como líder de um grupamento de soldados estadunidenses perdidos na Somália. O filme foi considerado uma das principais produções do gênero bélico em todos os tempos e rendeu a Scott sua terceira indicação ao Óscar de Melhor Direção. Em 2003, Scott investiu em um projeto relativamente menor - a comédia dramática Matchstick Men, adaptação de um romance de Eric Garcia e estrelado por Nicolas Cage, Sam Rockwell e Alison Lohman. O filme recebeu críticas positivas, mas teve baixa repercussão comercial.

## Filmografia
| Ano  | Título original                                                                 | Título em português                                                          |
| ---- | ------------------------------------------------------------------------------- | ---------------------------------------------------------------------------- |
| 1977 | The Duellists                                                                   | br: Os Duelistas pt: O Duelo                                                 |
| 1979 | Alien                                                                           | br: Alien, O Oitavo Passageiro pt: Alien - O 8.º Passageiro                  |
| 1982 | Blade Runner                                                                    | br: Blade Runner - O Caçador de Andróides pt: Blade Runner - Perigo Iminente |
| 1985 | Legend                                                                          | br: A Lenda pt: A Lenda da Floresta                                          |
| 1987 | Someone to Watch Over Me                                                        | br: Perigo na Noite pt: Na Vigília da Noite                                  |
| 1989 | Black Rain                                                                      | br/pt: Chuva Negra                                                           |
| 1991 | Thelma and Louise                                                               | br/pt: Thelma e Louise                                                       |
| 1992 | 1492 - Conquest of Paradise                                                     | br: 1492: A Conquista do Paraíso pt: 1492: Cristóvão Colombo                 |
| 1996 | White Squall                                                                    | br: Tormenta pt: Escola de Homens                                            |
| 1997 | G.I. Jane                                                                       | br: Até o Limite da Honra pt: Até ao Limite                                  |
| 2000 | Gladiator                                                                       | br/pt:Gladiador                                                              |
| 2001 | Black Hawk Down                                                                 | br: Falcão Negro em Perigo pt: Cercados                                      |
| 2001 | Hannibal                                                                        | br/pt: Hannibal                                                              |
| 2003 | Matchstick Men                                                                  | br: Os Vigaristas pt: Amigos do Alheio                                       |
| 2005 | Kingdom of Heaven                                                               | br: Cruzada pt: Reino dos Céus                                               |
| 2006 | All the Invisible Children - segmento "Jonathan" (co-dirigido com Jordan Scott) | br: Todas as Crianças Invisíveis                                             |
| 2006 | A Good Year                                                                     | br/pt: Um Bom Ano                                                            |
| 2007 | American Gangster                                                               | br: O Gângster pt: Gangster Americano                                        |
| 2008 | Body of Lies                                                                    | br: Rede de Mentiras pt: O Corpo da Mentira                                  |
| 2010 | Robin Hood                                                                      | br/pt: Robin Hood                                                            |
| 2012 | Prometheus                                                                      | br/pt: Prometheus                                                            |
| 2013 | The Counselor                                                                   | br: O Conselheiro do Crime pt: O Conselheiro                                 |
| 2014 | Exodus: Gods and Kings                                                          | br/pt: Êxodo: Deuses e Reis                                                  |
| 2015 | The Martian                                                                     | br/pt: Perdido em Marte                                                      |
| 2017 | Alien: Covenant                                                                 | br/pt: Alien: Covenant                                                       |
| 2021 | The Last Duel                                                                   | br/pt: O Último Duelo                                                        |
| 2021 | House of Gucci                                                                  | br/pt: Casa Gucci                                                            |
| 2023 | Napoleon                                                                        | br/pt: Napoleão                                                              |
| 2024 | Gladiator II                                                                    |                                                                              |

### Premiações
- Ganhou o Globo de Ouro de melhor filme por Perdido em Marte (2016).
- Recebeu três indicações ao Oscar de melhor diretor por Thelma & Louise (1992), Gladiador (2000) e Falcão Negro em Perigo (2001).
- Ganhou o Emmy de melhor filme para televisão por The Gathering Storm (2002).
- Ganhou o Globo de Ouro de melhor minissérie ou filme para televisão RKO 281 (1999).
- Ganhou o Prêmio Bodil de melhor filme americano por Thelma & Louise (1991).
- Ganhou o prêmio de melhor primeiro filme de estreia no Festival de Cannes por Os Duelistas (1977).
- Recebeu uma indicação ao César de melhor filme estrangeiro por Thelma e Louise (1991).
- Recebeu uma indicação ao Prêmio 5 Continentes, no Festival Europeu de Filmes, por Gladiador (2000).
- Recebeu três indicações ao Internacional Fantasy Film Award de melhor filme por Blade Runner - O Caçador de Andróides (1982), Perigo na Noite (1987) e Blade Runner - O Caçador de Andróides (corte do diretor) (1982).
- Recebeu uma indicação ao Globo de Ouro de melhor diretor de filme por Gladiador (2000).
- Recebeu uma indicação ao Golden Satellite de melhor diretor por Gladiador (2000).
- Ganhou o prêmio pelo conjunto da obra no Festival de Palm Springs.
- Recebeu uma indicação ao Prêmio David Lean, no BAFTA, por sua direção em Gladiador (2000).
- Ganhou em 1995 o prêmio Michael Balcon, no BAFTA.
- Recebeu, em 1992, indicação ao BAFTA de Melhor Filme e diretor por Thelma & Louise (1991).